# Dana Air
The Smartest Way To Fly
Dana Air est une compagnie aérienne nigériane basée à Ikeja.
Elle utilise comme plate-forme de correspondance aéroportuaire l'aéroport international Murtala Muhammed pour sa flotte de McDonnell Douglas MD-83.
Une catastrophe aérienne s'est produite le 3 juin 2012 avec le McDonnell Douglas MD-83 du vol 992  faisant officiellement 153 morts.